# Vereeniging Volksweerbaarheid

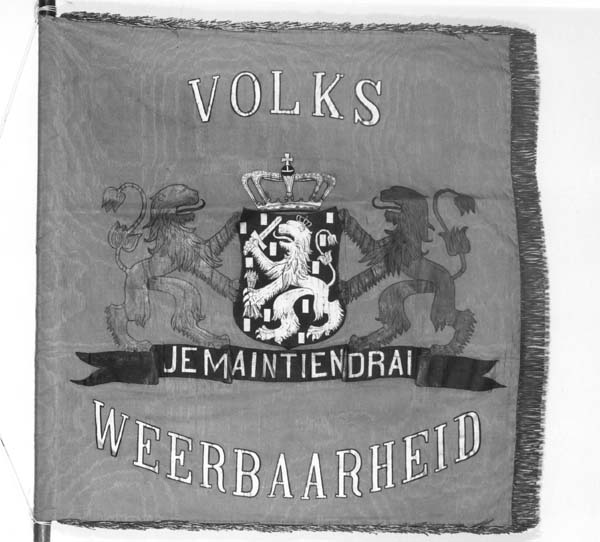
Vaandel

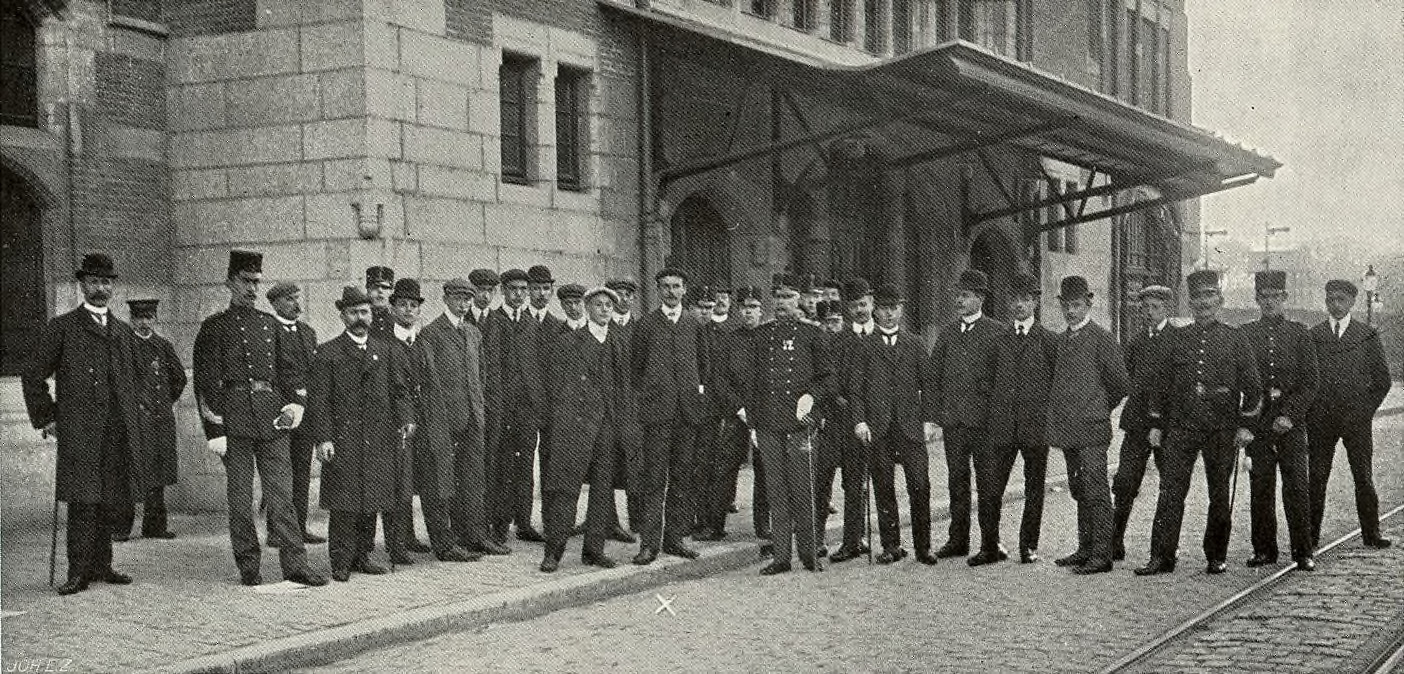
De afdeling Haarlem van Volksweerbaarheid in 1909.

De Vereeniging Volksweerbaarheid was een landelijke organisatie in Nederland die zich ten doel stelde de militaire weerbaarheid van het Nederlandse volk te verhogen.

## Geschiedenis
De organisatie werd op 13 januari 1900 opgericht door de oud-minister van oorlog en oud-commandant van de Hollandse Waterlinie A.L.W. Seyffardt en de Utrechtse hoogleraar Nederlandse taal- en letterkunde Gerrit Kalff. Tot de latere bestuursleden behoorden ook Rudolph Paul Verspyck en Johanna Naber. De vereniging zetelde in Utrecht en ijverde voor gymnastiek, tucht en schietbanen in elk dorp. Het officiële orgaan was "Allen Weerbaar".
Vrijwilligers uit de Tweede Boerenoorlog in Zuid-Afrika zagen de noodzaak van een weerbaar volk en de mogelijkheid hun vaderlandsliefde en nationaliteitsgevoel te tonen. Ook Zwitserland werd als voorbeeld gesteld. Door training van fysieke weerbaarheid zou het volk beter functioneren in de veeleisende moderne maatschappij. Naast de zorg over de stadse jeugd was er in sommige kringen zorg over de algehele tuchteloosheid in de samenleving.  Het zou leiden tot een initiatief van vooraanstaande burgers uit alle gezindten voor oprichting van de Vereeniging Volksweerbaarheid op 13 januari 1900. In het blad Allen Weerbaar werd op 20 mei 1900 daarom een beroep gedaan op alle weldenkende burgers.
Militaire oefening en gymnastiek werden geschikt geacht voor het kweken van uniformiteit en loyaliteit. Het zou leiden tot het oprichten van de Tucht-Unie in 1908.
Na het in werking treden van een nieuwe dienstplichtwet in 1922 werd de Vereeniging opgeheven.

## Schiet- en gymnastiekverenigingen
Vanaf 1900 werden er veel schietverenigingen opgericht. De leden werden daarbij geschoold in militaire
zaken als discipline, excercities en de leer van rangen en uniformen. Deze verenigingen werden van staatswege financieel ondersteund. Leden van schietverenigingen dienden eveneens lid te worden van de Vereeniging Volksweerbaarheid.
Voor verbetering van de volksweerbaarheid werd ook een beroep gedaan op het Nederlandsch Gymnastiek Verbond. Door de gymnastiek zouden jonge mannen met een betere conditie de militaire dienstplicht in gaan. Begin twintigste eeuw werden er om die reden meerdere gymnastiekverenigingen opgericht. Zo kwamen de latere korfbalclub Allen Weerbaar, de sportclub BSV Allen Weerbaar, en gymnastiekvereniging OKK uit 's-Gravenzande voort uit de Vereeniging Volksweerbaarheid.